# Tuusjärvi (sjö i Södra Savolax, lat 61,53, long 26,73)
Tuusjärvi är en sjö i Finland. Den ligger i kommunen Mäntyharju i landskapet Södra Savolax, i den södra delen av landet, 180 km nordost om huvudstaden Helsingfors. Tuusjärvi ligger 80,8 meter över havet. Den är 17,08 meter djup. Arean är 5,39 kvadratkilometer och strandlinjen är 31,77 kilometer lång. Sjön  ingår i Kymmene älvs huvudavrinningsområde.   I omgivningarna runt Tuusjärvi växer i huvudsak blandskog. Den sträcker sig 6,3 kilometer i nord-sydlig riktning, och 2,1 kilometer i öst-västlig riktning.
I övrigt finns följande i Tuusjärvi:
- Kettusaari (en ö)
- Pippurinluoto (en ö)
- Katoskallio (en ö)
- Sorjasaari (en ö)
- Pollarisaari (en ö)
- Veitsiluoto (en ö)
- Ykspuinen (en ö)
- Vuohisaari (en ö)